# Digital penna

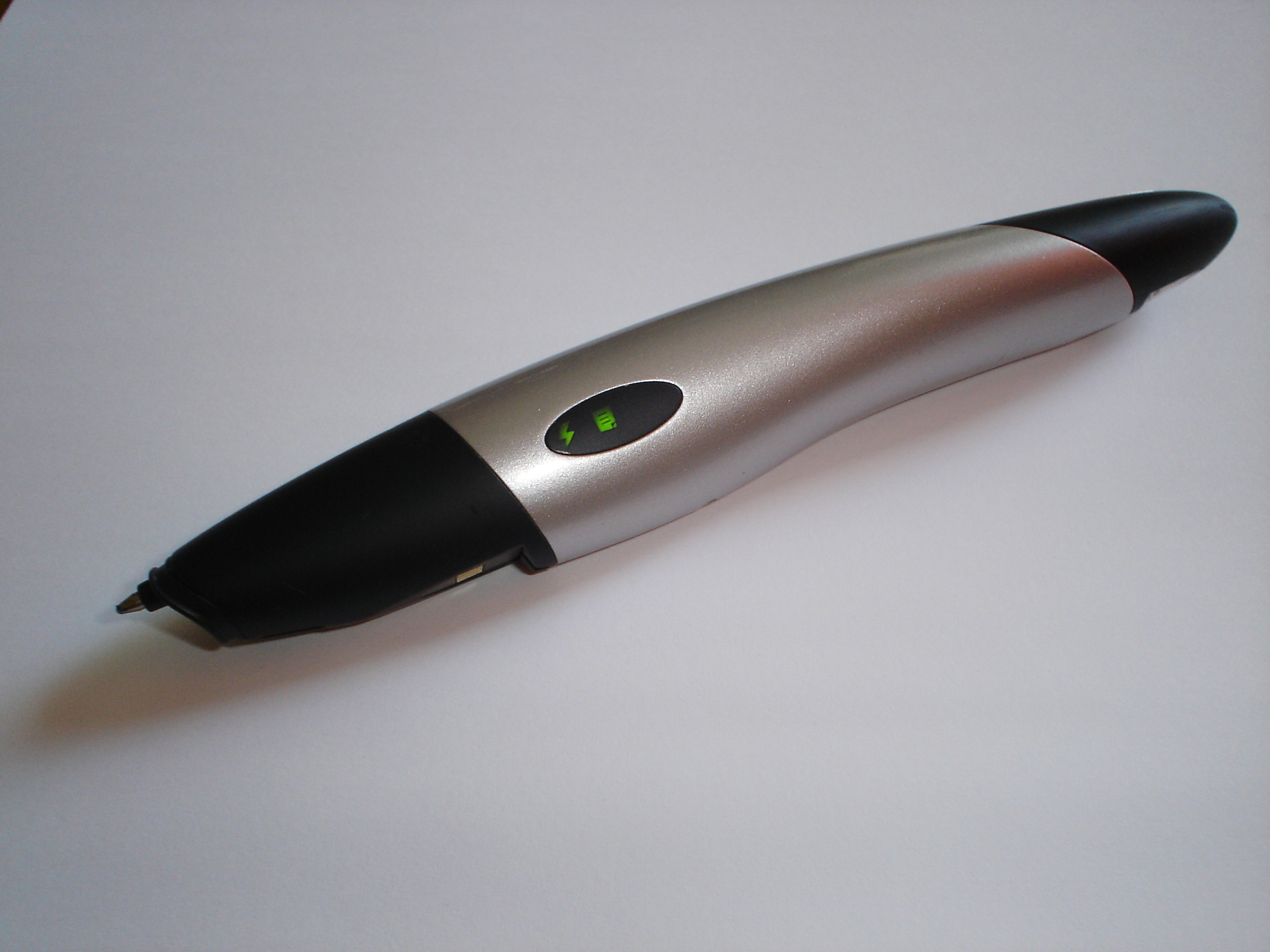
En digital penna av märket Logitech.

En digital penna  är en enhet som känner av handskrift, den digitala pennan omvandlar handskriven analog information som skapats med "penna och papper" till digital data som kan visas på en datorskärm.
En digital penna är i allmänhet större och har fler funktioner än en passiv penna (så kallad stylus), som är avsedd för pekskärmar och ritbord. Digitala pennor innehåller vanligtvis intern elektronik.
För att överföra det man skrivit till sin dator så finns det två sätt att gå till väga. Man kan använda sig av en dockningsstation eller så kan man skicka det med Bluetooth via en Mobiltelefon.